# Krapkowice

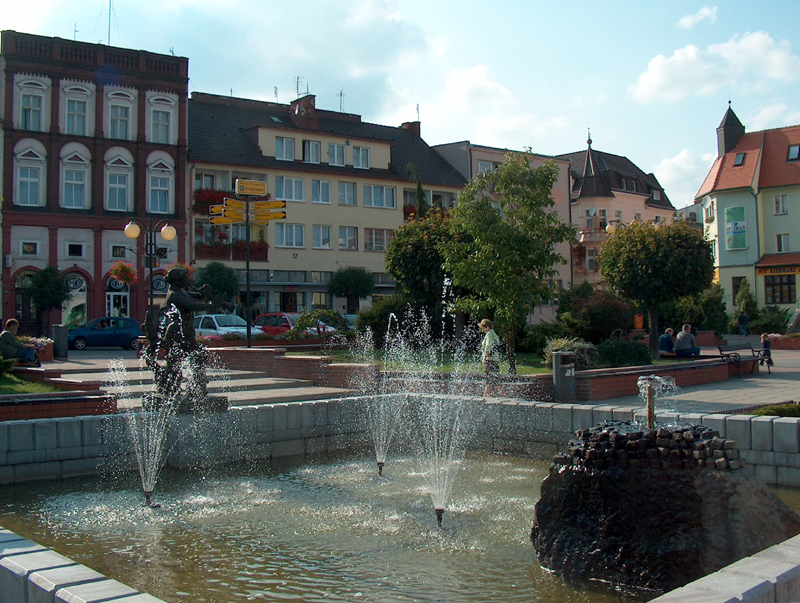
Het centrale plein (Rynek) van Krapkowice

Krapkowice (Duits: Krappitz) is een stad in het Poolse woiwodschap Opole, gelegen in de powiat Krapkowicki. De oppervlakte bedraagt 20,91 km², het inwonertal 18.298 (2005).

## Verkeer en vervoer
- Station Krapkowice
- Station Krapkowice Otmęt

## Geboren
- Louis Diebel (1866–1871), eerste burgemeester van de stad Kattowitz
- Wilhelm Alexander Freund (1833-1917), gynaecoloog en chirurg
- Anton Jadasch (1888-1964), communistisch politicus en vakbondsleider
- Dorothea Kleine (1928), schrijfster
- Hertha Pohl (1889-1954), schrijfster
- Ottomar Rosenbach (1851-1907), arts
- Sebastian Schindzielorz (1979), Pools-Duits voetballer
- Krzysztof Zwoliński (1959), atleet

## Partnersteden
- Camas (Verenigde Staten)
- Hillsboro (Oregon) (Verenigde Staten)
- Neugersdorf (Duitsland)
- Morawica (Polen)
- Zabierzów (Polen)
- Lipová-lázně (Tsjechië)
- Rohatyn (Oekraïne)